# Georgina Sparks
 (février 2011).
Si vous disposez d'ouvrages ou d'articles de référence ou si vous connaissez des sites web de qualité traitant du thème abordé ici, merci de compléter l'article en donnant les références utiles à sa vérifiabilité et en les liant à la section « Notes et références ».
Georgina Sparks Bass (= Spark dans les romans) est un personnage de la série littéraire Gossip Girl également présente dans la série télévisée américaine.  Elle est interprétée dans cette dernière par l’actrice Michelle Trachtenberg.

## Biographie
La série télévisée la présente comme cruelle et manipulatrice et aussi comme une adepte des drogues (on apprend dans la saison 1 qu’elle a vendu son cheval de course pour s’acheter de la drogue). C'est une très vieille amie de Serena van der Woodsen et elle revient expressément pour elle dans la saison 1, ce qui fait d'elle le principal antagoniste de la saison. Georgina est une fêtarde qui manipule tous ceux qui peuvent lui être utile. Elle n'a aucun scrupule ni aucune morale. On apprend que Chuck Bass a perdu sa virginité avec elle, en sixieme,à l'âge de 11 ans. Il la compare à une folle notoire.

## Saison 1
Georgina arrive à Manhattan dans l'espoir de retrouver Serena van der Woodsen et de redevenir amie avec elle. Elle lui fait des mauvais coups comme commander une caisse de champagne à son nom devant son lycée ou encore révéler pendant un dîner que son petit frère, Eric, est homosexuel. Elle n'hésite pas à droguer Serena pour qu'elle rate son examen le lendemain matin. Georgina se fait passer pour une fille gentille et simple du nom de Sarah, afin de se rapprocher de Dan Humphrey et de Vanessa Abrams. Elle partage aussi un lourd secret avec Serena, celui d'avoir été témoin de la mort d'un jeune homme dans leur chambre d'hôtel. Georgina voulant piéger Serena en faisant une sextape de sa propre amie, enregistrera l'overdose du garçon et sa mort. Depuis ce drame, Georgina ne cesse de harceler Serena avec ce secret. Quand celle-ci révèle tout à ses amis, ils décident de l'aider et de se débarrasser de Georgina. Dan Humphrey apprend sa réelle identité mais cela ne l'empêche pas de passer sa soirée avec elle. Blair Waldorf la piège en organisant une rencontre entre Georgina et ses parents, ceux-ci décident de l'envoyer dans un camp catholique.

## Saison 2
Georgina revient dans la saison 2 parce que Chuck Bass et Blair Waldorf ont besoin qu'elle les éclaire sur quelque chose. On voit que Georgina a profondément changé et qu'elle essaye de faire le bien autour d'elle mais ce n'est pas le même avis que Serena et ses amis. Elle les aidera même à piéger une arnaqueuse en se faisant passer pour une gentille et innocente donatrice en lui donnant une enveloppe contenant tout son argent pour "acheter des bibles". Quand Serena se fera envoyer en prison, Blair Waldorf s'acharnera sur Georgina en lui disant que tout était à cause d'elle si Serena était en prison et que l'arnaqueuse ait pu s'échapper. Georgina était pourtant bien innocente et c'est à ce moment-là que l'ancienne Georgina refait apparition, informant Blair qu'elle était "revenue". Elle piégea Poopie (l'arnaqueuse) et garda l'argent pour elle mais rendra l'argent qui servait à financer les études de Dan Humphrey

## Saison 3
Dans la saison 3, Georgina revient et s'inscrit à la fac de New York, avec Dan Humphrey, Vanessa Abrams et Blair Waldorf. Elle demande d'ailleurs à être colocataire avec celle-ci, en disant qu'elle est "sa meilleure amie". Elle est très appréciée de toute l'université, ce qui n'est pas le cas de Blair qui a du mal à s'adapter. Georgina se rapproche de Dan mais ils ne seront pas officiellement ensemble. Elle sème la zizanie au mariage de Lily et de Rufus en leur disant que Scott est leur fils biologique qu'ils cherchaient désespérément. Pour se débarrasser de Georgina, Blair demande à Vanya, le portier des Van Der Woodsen, de se faire passer pour un "riche héritier" devant rentrer dans son pays natal. Celui-ci demande à Georgina de l'accompagner dans son pays, ce qu'elle ne refuse pas. On la revoit à la fin de la saison 3 enceinte où elle demande de l'aide à Dan.

## Saison 4
Dans la saison 4, Georgina fait croire à Dan Humphrey qu'il est le père de Milo, son fils. Elle montre son talent pour semer la zizanie dans les familles quand elle présente Milo à Rufus chez Lily en désignant Rufus comme le "grand-père" de Milo. Elle devait faire croire que Milo était le fils de Dan car elle était menacée de mort par la femme du réel père biologique de Milo. Si elle faisait croire que Milo était le fils de quelqu'un d'autre, elle serait hors d'état de nuire. Elle décide de partir et de s'occuper de Milo. Georgina refait une apparition au dernier épisode de la saison 4. Dan Humphrey, Vanessa Abrams et Serena van der Woodsen cherchent à retrouver Charlie, la cousine de Serena. Georgina est mariée avec un homme riche mais semble se languir de sa vie. Elle remarque que le groupe manigance quelque chose et les supplie de pouvoir participer. Ces derniers refusant, elle trouvera Charlie et la laissera délibérément partir.

## Saison 5
Georgina fait son apparition dans l'épisode 13 de la saison 5, pendant lequel elle complotera contre le mariage de Blair et Louis. Son retour sera assez surprenant : en effet, on apprend à la fin de l'épisode qu'elle n'est autre que Gossip Girl ! À la suite du départ de la vraie Gossip Girl, Georgina décide de reprendre le flambeau, disant : "The world needs a Gossip Girl", traduit par "Le monde a besoin d'une Gossip Girl".  

## Saison 6
La saison 6 démarre avec Georgina qui aide Dan Humphrey à écrire son nouveau roman. Par la suite, elle part avec toute la bande à la recherche de Serena qui a mystérieusement disparu à la fin de la saison 5. Elle sera dès lors présente dans tous les épisodes et sera là pour le mariage de Blair Waldorf et Chuck Bass. Elle apparaît dans la dernière scène, le mariage de Serena van der Woodsen et Dan Humphrey, au bras de Jack Bass, son nouveau mari. 

## Dans les romans
Georgina Spark, dite Georgie, est une jeune fille que Nate rencontre lors d'une cure de désintoxication au sein de la clinique Rupture. Elle est orpheline de père et sa mère la délaisse beaucoup. C'est une cavalière talentueuse, récompensée par de nombreux prix. Elle est maigre et a de longs cheveux raides et soyeux brun foncé presque noirs, des sourcils fins et noirs, des yeux marron foncé, des lèvres rouge foncé, une peau pâle et une poitrine moyenne. Égarée, elle est dotée d'une personnalité addictive et agit souvent de manière extravagante et inconsidérée (ce qui entraînera la fin prématurée de sa relation sentimentale avec Nate). Elle a entre autres vendu son cheval de concours préféré pour s'acheter cinquante grammes de cocaïne. Elle a perdu ses amis à la suite de tous ses ennuis. Elle est sans doute le personnage le plus riche de la saga. Elle offre à Chuck un singe en remerciement à ses parents de les avoir sortis tous deux de prison (ils avaient fait de la luge complètement dévêtus) et ensuite étouffé l'affaire. Une rumeur court selon laquelle elle aurait étudié au sein du même pensionnat -l'Hanover Academy- que Serena. Contrairement à ce qui est montré dans la série télévisée, Georgina s'entend assez bien avec Serena et Chuck mais ils ne se fréquentent pas longtemps.